# Thespios
Thespios (griechisch Θέσπιος Théspios, lateinisch Thespius) ist eine Gestalt der griechischen Mythologie. Er war eponymer Heros der Stadt Thespiai in Böotien und galt als Sohn des athenischen Königs Erechtheus und der Praxithea; seine Geschwister waren Kekrops, Orneus, Metion, Sikyon, Pandoros, Alkon, Eupalamos, Prokris, Krëusa, Oreithyia, Chthonia, Protogeneia, Pandora und Merope.
Er wurde König der Theben benachbarten Stadt Thespiai in Böotien. 
Aus Thespios’ Ehe mit Megamede, der Tochter des Arneus, gingen 50 Töchter, die Thespiaden (Θεσπιάδες), hervor (nicht zu verwechseln mit dem aus Ikaria stammenden Dichter Thespis). Nach anderen Quellen hatte Thespios diese Töchter von mehreren Frauen. Er wünschte, dass die Thespiaden Kinder vom Helden Herakles erhielten. Dieser erlegte in Thespios’ Auftrag einen am Berge Kithairon Rinder schlagenden Löwen. Der verschlagene König versprach ihm dafür je eine Nacht mit jeder seiner 50 Töchter, und jede wurde mit einem Sohn schwanger. Laut anderer Tradition schlief Herakles mit den 50 Töchtern in einer einzigen Nacht; allerdings verweigerte sich eine Tochter, die später jungfräuliche Priesterin in einem Heraklestempel wurde, während eine andere Zwillinge gebar. 40 Söhne gingen unter Führung des Iolaos nach Sardinien, wo sie die Landschaft Joleum besiedelten. 
Die Namen der Töchter und ihrer herakleischen Söhne waren:
|    | Thespiade                 | Sohn                 |
| -- | ------------------------- | -------------------- |
| 1  | Aglaia                    | Antiades             |
| 2  | Aischreis                 | Leukones             |
| 3  | Anthea                    | Eurypylos            |
| 4  | Anthippe                  | Menippides           |
| 5  | Antimache                 | Buleus               |
| 6  | Antiope                   | Atidos               |
| 7  | Archedike                 | Dynastes             |
| 8  | Argele                    | Nikodromos           |
| 9  | Asybia                    | Alopios              |
| 10 | Atrome (?)                | Keleustanor          |
| 11 | Chryseis                  | Oreias               |
| 12 | Eleuchea (Terpsikratea ?) | Euryops              |
| 13 | Eone                      | Mentor               |
| 14 | Epilais                   | Astyanax             |
| 15 | Erasippe                  | Lykurgos             |
| 16 | Erato                     | Asopides             |
| 17 | Euboia                    | Olympos              |
| 18 | Eubote                    | Eurypylos            |
| 19 | Eurybia                   | Polylaos             |
| 20 | Euryke                    | Pylos                |
| 21 | Exole                     | Kleolaos             |
| 22 | Halokrate                 | Lynkeus              |
| 23 | Helikones                 | Olympuses            |
| 24 | Hesychea                  | Phalias              |
| 25 | Hippodrome                | Teleutagoras         |
| 26 | Hippokrate                | Hippozygos           |
| 27 | Klytippa                  | Eurykapes            |
| 28 | Krathe                    | Jobes                |
| 29 | Lanomene                  | Teles                |
| 30 | Laothoe                   | Iphis (Alopios ?)    |
| 31 | Leukippe                  | Euryteles            |
| 32 | Lyse                      | Eumedas u. Kreon (?) |
| 33 | Lysidike                  | Entredides           |
| 34 | Marse                     | Bukolos              |
| 35 | Meline                    | Laomedon             |
| 36 | Metis                     | Kales                |
| 37 | Nike                      | Olympos              |
| 38 | Nikippe                   | Patroklos            |
| 39 | Panope                    | Thrisippas           |
| 40 | Patro                     | Archemachos          |
| 41 | Phyleis                   | Tigasis              |
| 42 | Praxithea                 | Lysippos             |
| 43 | Prokris                   | Antileon und Hippeus |
| 44 | Pyrippe                   | Nephos               |
| 45 | Stratonike                | Homolypos            |
| 46 | Terpsikrate               | Oestrebeles          |
| 47 | Toxikrate                 | Lykios               |
| 48 | Typhise                   | Amestrios            |
| 49 | Xanthis                   | Eurythras            |